# ميغيل روبيو
ميغيل روبيو (بالإسبانية: Miguel Rubio)‏ (31 أغسطس 1961 قونكة إسبانيا - ) هو لاعب كرة قدم إسباني يلعب كمدافع.